# Тоф Бейфонг
Тоф Бейфонг (англ. Toph Beifong) — персонаж мультсериала «Аватар: Легенда об Аанге» и связанных с ним проектов.

## Появления

### «Аватар: Легенда об Аанге»

#### Книга 2: Земля
Слепая 12-летняя девочка Тоф появляется в видениях Аанга в эпизоде «Болото» до того, как они встретятся. Она полноценно появляется в серии «Слепой бандит» под своим одноимённым прозвищем, где участвует в турнире магов земли и побеждает всех соперников. Аватар хочет, чтобы она учила его магии земли, и знакомится с Тоф. Она убегает из семьи вечно контролирующих её родителей, которые беспокоятся за неё, считая беспомощной, и присоединяется к команде Аватара. Поначалу она не ладит с Катарой и после очередной ссоры с ней покидает группу. Однако она встречает странствующего дядю Айро и выпивает с ним чай. Старик даёт ей несколько советов, и Тоф решает вернуться к новым друзьям. Тоф приступила к обучению Аанга магии земли, которую Аанг, несмотря на все трудности, всё же смог освоить. Вскоре герои находят библиотеку Ван Ши Тонга в пустыне, и когда люди песка похищают летающего бизона Аватара, Аппу, Тоф не может им помешать, поскольку удерживает уходящее вниз здание, где всё ещё находятся её друзья. После герои добираются до столицы Царства Земли, Ба-Синг-Се, и Тоф с Катарой к тому времени уже смогли найти общий язык и подружиться. Однажды, когда группа разделяется после победы над Лонг Фенгом, лидером Дай Ли, контролирующим город вне ведении царя, Тоф похищают Ксин Фу, организатор турнира магов земли, и мастер Ю, обучавший Тоф, которых послал её отец. Они везут её в металлической клетке и девочке удаётся покорить металл. Она становится первым магом металла.

#### Книга 3: Огонь
После событий финала Книги Второй, Тоф вместе с Соккой, Катарой и воинами южного племени Воды захватили корабль нации Огня. Пребывая в стране магов огня, она приняла образ обычной девушки этой нации. В серии «Беглянка» Тоф использует свои магические чувства, чтобы обмануть мошенника. Она, Аанг и Сокка слишком увлекаются подобными авантюрами, и Катара расстроена этим, ругая Тоф за её аморальное поведение. Однако подслушав разговор Тоф и Сокки, она предлагает ей провести последнее дельце. Катара притворяется, что сдаёт Тоф стражам порядка, дабы получить вознаграждение, предполагая, что Тоф выберется из тюрьмы с помощью магии металла. Однако всё пошло не так, как было запланировано: Катара натыкается на Спарки-Спарки-Бу-Мэна, которого послал Зуко, а камера Тоф сделана из дерева. Катару бросают к Тоф. Всё же им удаётся выбраться благодаря смекалке Катары, и они помогают парням справиться с наёмником. Вскоре Тоф и команда Аватара участвуют во вторжении в День Чёрного Солнца, но их миссия проваливается, и они улетают.
Группа прибывает в Западный храм воздуха и встречает Зуко. Сокка одолевает вернувшегося Спарки-Спарки-Бу-Мэна, и команда принимает к себе Зуко, который помог им справиться с посланным им же наёмником. В финале Тоф с Соккой и Суюки уничтожает дирижабли нации Огня. После грандиозной победы и окончания Столетней войны она отмечает это событие со своими друзьями в чайной лавке Айро в Ба-Синг-Се.

### «Легенда о Корре»

Тоф Бейфонг в старости

#### Книга 1: Воздух
Тоф появляется во флешбэке эпизода «Послание из прошлого», где является начальником полиции Республиканского города и вместе с Аангом арестовывает преступника, мага крови Якона.

#### Книга 3: Перемена
В серии «Старые раны» выясняется, что дочь Тоф, Суинь Бейфонг, связалась с преступниками, и её старшая сестра Лин арестовала девушку. Однако начальник полиции порвала протокол и приказала младшей дочке уехать из города. Вскоре она оставила свой пост, потому что корила себя за свой поступок. Позже она помирилась с Су, но к старости отправилась в одиночное путешествие по миру.

#### Книга 4: Равновесие
В эпизоде «Корра одна» Аватар находит Тоф на том самом болоте, где Аангу впервые она привиделась. Корра проходит реабилитацию, и, закончив её, покидает старуху. Тоф возвращается в серии «Операция „Бейфонг“», в которой помогает Болину, Лин и внучке Опал освободить Су и остальных членов их семьи из плена Кувиры. Она также рассказывает, что отца Лин звали Канто. Тоф назвала его хорошим парнем, но отношения у них в дальнейшем не сложились.

### Игровой сериал
Тоф появится во втором сезоне сериала от Нетфликс «Аватар: Легенда об Аанге». Её роль исполнит актриса Мия Чех.

## Отзывы и критика
Тоф хоть и была слепой, но это вряд ли мешало ей быть опасным воином. Её способности к магии земли были большими и впечатляющими, если не сказать лучше, но их более тонкое использование впечатляло ещё сильнее. Её сейсмическое чутьё позволяло ей улавливать вибрации с земли и металла. Из-за этого она видела гораздо больше, чем любой из её союзников, и чувствовала ложь, сказанную другими людьми. Тоф неоднократно применяла эту способность на своих друзьях.
Ян Гудвилли назвал Тоф «одним из величайших персонажей в „Аватаре: Легенде об Аанге“» и «потрясающим магом земли». Кайла Уэбб отмечала, что Тоф «уверенная в себе, упрямая и талантливая». Аджай Аравинд посчитал, что «Тоф Бейфонг — дерзкая, сильная и самая блестящая маг земли, появляющаяся как в „Легенде об Аанге“, так и в „Легенде о Корре“». Райан Маккарти писал, что «первый сезон „Аватара: Легенды об Аанге“ был фантастическим, но кажется, что в нём чего-то не хватает». Этим чем-то он назвал слепую 12-летнюю девочку-мага Тоф. Журналист подчеркнул, что она «вдохнула новую жизнь в мультсериал, когда присоединилась к команде Аватара в качестве учителя магии земли Аанга». Маккарти добавил, что Тоф «привнесла в группу совершенно новую динамику». Аманда Стил из худших качеств Тоф особо выделяла её упрямость и посчитала, что ей «нужно научиться слушать других».
Зак Блюменфелд из журнала Paste поставил Тоф на 5 место в топе 20 лучших персонажей из вселенной «Аватара» и отметил, что «в бою она по сути непобедима». Журналист также написал, что Тоф — «самая дерзкая и сильная девочка», сравнив её с Лианной Мормонт. Джек Грэм подмечал, что «Слепой бандит, безусловно, является фаворитом для поклонников „Легенды об Аанге“» и на 1 место в топе лучших эпизодов с её участием поставил серию «Гуру», в которой она открыла магию металла. Эрика Скасселати также включила это на 1 место в свой список «самых крутых моментов с Тоф».
Цитаты Тоф также рассматривались в СМИ. Кейси Джексон на 1 позицию поставил её фразу о том, что она «арбузный лорд» из первой части «Кометы Созина». Аманда Стил на 1 место включила признание Тоф родителям, что она «не послушная беспомощная слепая девочка, которой они её считают», а «любит драться и любит быть магом земли». Журналистка похвалила её за смелость и посчитала, что «настоящая храбрость предполагает честность с собой и окружающими».